# Кункунуль (муниципалитет)
Кункуну́ль (исп. Cuncunul) — муниципалитет в Мексике, штат Юкатан, с административным центром в одноимённом посёлке. Численность населения, по данным переписи 2010 года, составила 1595 человек.

## Общие сведения
Название Cuncunul с майяйского языка можно перевести как: место необычного котла или горшка.
Площадь муниципалитета равна 136 км², что составляет 0,34 % от общей площади штата, а наивысшая точка — 30 метров, расположена в поселении Ульмаль.
Он граничит с другими муниципалитетами Юкатана: на севере с Уаймой, на востоке с Вальядолидом, на юге с Текомом, и на западе с Кауа.

## Учреждение и состав
Муниципалитет был образован в 1925 году, в его состав входит 8 населённых пунктов:
| Код INEGI | Населённый пункт                                                                   | Численность населения (2005 год) | Численность населения (2010 год) |
| --------- | ---------------------------------------------------------------------------------- | -------------------------------- | -------------------------------- |
| 014       | Всего                                                                              | 1503                             | 1595                             |
| 0001      | Кункунуль (исп. Cuncunul) 20°38′29″ с. ш. 88°17′46″ з. д. (административный центр) | 1206                             | 1314                             |
| 0025      | Сан-Диего (исп. San Diego) 20°38′17″ с. ш. 88°20′03″ з. д.                         | 109                              | 108                              |
| 0040      | Шакабчен (исп. X-Akabchén) 20°30′40″ с. ш. 88°31′16″ з. д.                         | 53                               | 60                               |
| 0013      | Чебалам (исп. Chebalam) 20°32′55″ с. ш. 88°24′56″ з. д.                            | 54                               | 48                               |
| 0010      | Сан-Франсиско (исп. San Francisco) 20°39′07″ с. ш. 88°20′40″ з. д.                 | 49                               | 47                               |
| —         | Прочие                                                                             | 32                               | 18                               |

## Экономика
По статистическим данным 2000 года, работоспособное население занято по секторам экономики в следующих пропорциях:
- сельское хозяйство и скотоводство — 54,6 %;
- производство и строительство — 22,5 %;
- торговля, сферы услуг и туризма — 22,2 %;
- безработные — 0,7 %.

## Инфраструктура
По статистическим данным 2010 года, инфраструктура развита следующим образом:
- электрификация: 93,9 %;
- водоснабжение: 98,8 %;
- водоотведение: 71,4 %.

## Достопримечательности
Храм Сан Хуан Баутиста, построенный в XVIII веке. Также в муниципалитете расположено несколько археологических памятников.